# توم رايت (كاتب)
توم رايت (بالإنجليزية: Tom Wright)‏ هو كاتب أسترالي، ولد في 1968.